# Aestabdella leiostomi
Aestabdella leiostomi är en ringmaskart som beskrevs av Burreson och Thoney 1991. Aestabdella leiostomi ingår i släktet Aestabdella och familjen fiskiglar. Inga underarter finns listade i Catalogue of Life.